# Biologická fakulta Štětínské univerzity
Biologická fakulta Štětínské univerzity (polsky Wydział Biologii Uniwersytetu Szczecińskiego) je jedna z desíti fakult Štětínské univerzity. Založena byla spolu s celou univerzitou ve Štětíně roku 1985. Od svého založení sídlí fakulta v modernistické budově na adrese Wąska 13 (městské sídliště Śródmieście–Północ).

## Struktura
Základní organizační jednotkou fakulty zodpovědnou za organizaci výuky a poskytování zázemí pro další činnosti fakulty jsou katedry:
- Ústav výzkumu biodiverzity
  - Katedra molekulární biologie a cytologie
  - Katedra chemie a ochrany vodního prostředí
  - Katedra ekologie a ochrany životního prostředí
  - Katedra rostlinné taxonomie a fytogeografie
  - Katedra zoologie bezobratlých a limnologie
  - Katedra zoologie obratlovců a antropologie
  - Laboratoř experimentálního výzkumu životního prostředí
- Katedra biochemie
- Katedra rostlinné biotechnologie
- Katedra botaniky a ochrany přírody
- Katedra fyziologie
- Katedra fyziologie rostlin a genetického inženýrství
- Katedra obecné a molekulární genetiky
- Katedra mikrobiologie
- Katedra imunologie
- Katedra hydrobiologie a obecné zoologie
- Centrum pro environmentální vzdělávání v Małkocinu
- Centrum molekulární biologie a biotechnologie

## Studium
- Bakalářské studium[3]
  - biologie
  - biotechnologie
  - genetika a experimentální biologie
  - mikrobiologie
- Inženýrské studim
  - ochrana a strojírenství životního prostředí
- Magisterské studium[3]
  - biologie
  - biologické základy forenzní
  - biotechnologie
  - mikrobiologie
  - ochrana životního prostředí a strojírenství
- Doktorské studium[3]
  - biologie

## Vedení fakulty
Vedení fakulty:
- Děkan: hab. dr Andrzej Zawal, prof. US
- Proděkan pro vědu: hab. dr Małgorzata Puc, prof. US
- Proděkan pro záležitosti studentů: hab. dr Helena Więcław, prof. US